# Jarogniewie
Jarogniewie – część wsi Rudki w Polsce, położona w województwie zachodniopomorskim, w powiecie wałeckim, w gminie Wałcz.
W latach 1975–1998 Jarogniewie administracyjnie należało do województwa pilskiego.